# Barbara Niedernhuber

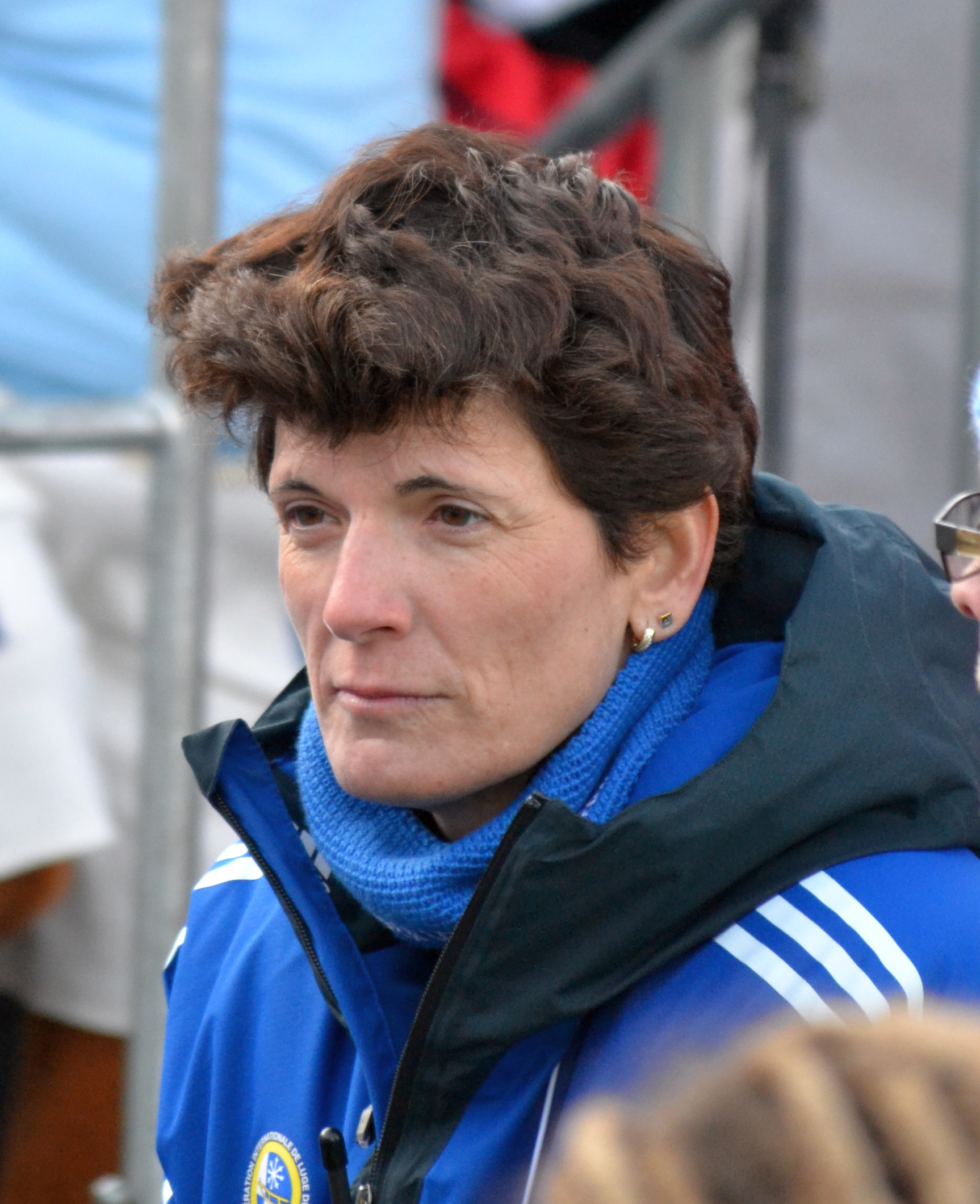
Barbara Niedernhuber, 2015

Barbara Niedernhuber, född 6 juni 1974 i Berchtesgaden, är en inte längre aktiv rodelåkare från Tyskland.
Niedernhuber var under senare 1990-talet och tidig 2000-talet tillsammans med Sylke Otto och Silke Kraushaar en dominerande rodelåkare vid internationella tävlingar. Hennes största framgång var vinsten av Världscupen i rodel under säsongen 2004/2005. Hon vann dessutom silvermedaljer vid de olympiska vinterspelen 1998 och 2002. Till hennes meriter räknas flera silver- och bronsmedaljer vid världsmästerskapen och europamästerskapen mellan 1999 och 2005. Året 2006 drabbades Niedernhuber av en infektion med bakterier vad som resulterade i ett kirurgiskt ingrepp vid vristen. Hon var så tvungen att avsluta tävlingsidrotten. Niedernhuber blev sedan polis.